# Nikomachische Ethik

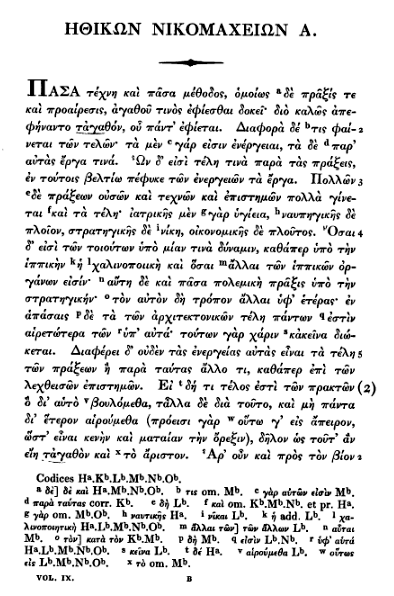
Erste Seite der Ausgabe von 1837

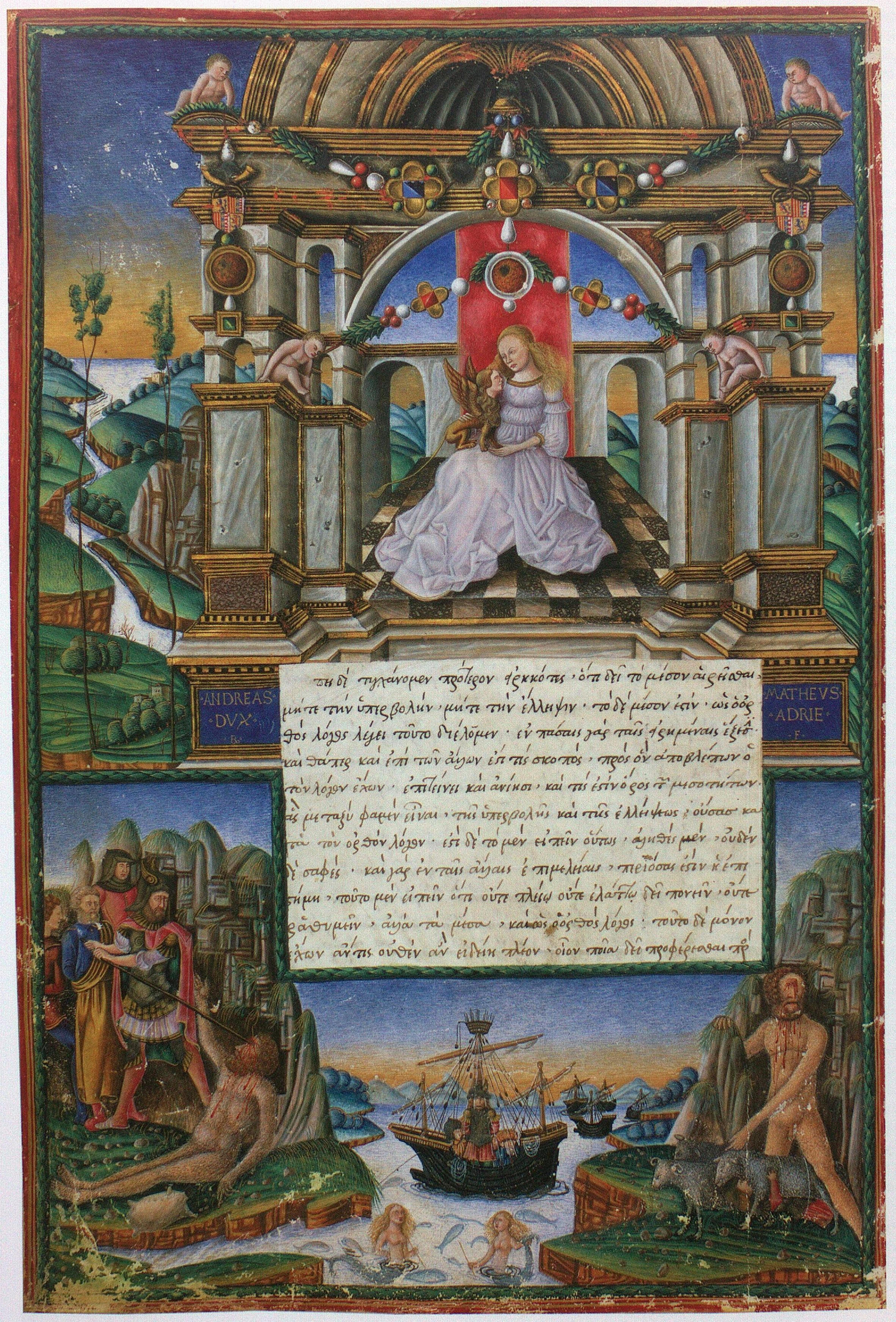
Der Anfang des sechsten Buchs der Nikomachischen Ethik in der für Andrea Matteo Acquaviva, den Herzog von Atri, in Süditalien angefertigten Handschrift Wien, Österreichische Nationalbibliothek, Cod. phil. gr. 4, fol. 45v (spätes 15. Jahrhundert)

Die Nikomachische Ethik (altgriechisch ἠθικὰ Νικομάχεια, Ēthiká Nikomácheia) ist die bedeutendste der drei unter dem Namen des Aristoteles überlieferten ethischen Schriften. Da sie mit der Eudemischen Ethik einige Bücher teilt, ist sie möglicherweise nicht von Aristoteles selbst in der erhaltenen Form zusammengestellt worden. Weshalb die Schrift diesen Titel trägt, ist unklar. Vielleicht bezieht er sich auf seinen Sohn oder seinen eigenen Vater, die beide Nikomachos hießen.

## Ziel der Nikomachischen Ethik
Das Werk soll einen Leitfaden dazu geben, wie man ein guter Mensch werden und ein Leben im Sinne der Eudaimonia führen kann. Da hierfür der Begriff des Handelns zentral ist, ist bereits im ersten Satz davon die Rede: „Jedes praktische Können und jede wissenschaftliche Untersuchung, ebenso alles Handeln und Wählen, strebt nach einem Gut, wie allgemein angenommen wird.“
Ein Gut kann dabei entweder nur dazu da sein, ein weiteres Gut zu befördern (es wird dann zu den poietischen Handlungen gezählt), oder es kann ein anderes Gut befördern und gleichzeitig „um seiner selbst willen erstrebt werden“ (es hat dann praktischen Charakter), oder aber es kann als höchstes Gut das Endziel allen Handelns darstellen (= absolute praxis). Dadurch wird das Werk durch die Frage bestimmt, wie das höchste Gut, oder auch das höchste Ziel, beschaffen und wie es zu erreichen ist.

## Glückseligkeit
Die erste Antwort des Aristoteles auf die Frage nach dem Wesen des höchsten Gutes ist, dass die Glückseligkeit (eudaimonía) das höchste Gut ist. Sie ist ein seelisches Glück.
Das folgt für Aristoteles daraus, dass die Glückseligkeit für sich selbst steht. Sie ist nicht, wie andere Güter, lediglich Mittel zum Zweck. Im Gegensatz zu anderen Gütern erstreben wir Glückseligkeit um ihrer selbst willen. Sie ist, wie Aristoteles sagt, „das vollkommene und selbstgenügsame Gut und das Endziel des Handelns.“ (1097b20)

### Ergon-Argument
Um den eigentlichen Inhalt der Glückseligkeit zu bestimmen, führt Aristoteles das Ergon-Argument ein. Hierbei geht er von einem Essentialismus aus, welcher besagt, dass jedes Wesen durch Eigenschaften gekennzeichnet ist, die es ermöglichen, dieses Wesen von anderen Wesen abzugrenzen. Des Weiteren verfolgt er einen eigenen Perfektionismus, welcher die Erfüllung der Bestimmung des Wesens von der Ausbildung seiner Wesenszüge abhängig macht.
Das Wesen des Menschen findet man in der Betrachtung seiner spezifisch eigentümlichen Leistung, welche ihn von anderen Lebewesen unterscheidet. Diese ist das Tätigsein der Seele gemäß dem rationalen Element (dem Nachdenken, der Vernunft) oder jedenfalls nicht ohne dieses. Daneben ist es entscheidend, dass der Mensch seine Vernunft sowohl auf vollendete Weise einsetzt als auch in seinem ganzen Leben und mehr zur Geltung bringt. „Und mehr“ bedeutet in diesem Fall, dass sogar die Hinterlassenschaften des Menschen (etwa Kinder) von der intensiven Nutzung seiner Vernunft zeugen.
Diese drei Argumente – Tätigsein der Seele gemäß der Vernunft, Tätigsein auf eine vollendete Weise und in einem vollen Leben – werden allgemeinhin als erste Glücksdefinition des Aristoteles betrachtet.

### Dreiteilung in äußere, körperliche und seelische Güter
Zur Erlangung von Glückseligkeit ist, so gesteht Aristoteles zu, nicht nur vernunftgemäße Betätigung der Seele nötig, sondern auch erstens äußere und zweitens körperliche Güter. Äußere Güter sind etwa Reichtum, Freundschaft, Herkunft, Nachkommen, Ehre und ein günstig gestimmtes persönliches Schicksal. Gesundheit, Schönheit, physische Stärke, Sportlichkeit entsprechen körperlichen bzw. inneren Gütern des Körpers. Aus der vernunftgemäßen Betätigung der Seele ergeben sich die seelischen Güter, die Tugenden.
Die äußeren Güter ordnet Aristoteles dem zufälligen Glück zu, der eutychia. Körperliche Güter sind teils ebenfalls von Zufall abhängend (z. B. unter Umständen Schönheit), teils aber auch auf eigenes Handeln (z. B. durch Sport oder Ernährung) zurückzuführen. Seelische Güter dagegen können nur von wirklich guten Menschen erlangt werden. Alles zusammen ergibt eine Glückseligkeit, die Aristoteles in seinem Werk nur kurz erwähnt: Die des „vollkommen glücklichen Menschen vor und nach seinem Leben“. Dieser Mensch ist dann wahrhaft glücklich, oder anders: er ist makarios.

### Praktische und theoretische Lebensweise
Aristoteles definiert die Glückseligkeit als eine Tätigkeit der Seele gemäß der vollkommenen Tugend (arete) in einem vollen Menschenleben. Allerdings können bestimmte dianoetische (verstandesmäßige) Tugenden nicht von jedem in vollkommener Form erreicht werden. Daher gibt es laut Aristoteles zwei grundlegende Weisen, wie ein glückliches Leben möglich ist.
Die vollkommene Glückseligkeit besteht im bios theoretikos, im kontemplativen Leben. Dieses schließt wissenschaftliche Betätigung, Gebrauch der Vernunft (Nous) in die für den Erkenntnisgewinn grundlegenden Wahrheiten, und Erlangung von Weisheit ein. Auch die übrigen Tugenden sind bei dieser Lebensweise vollkommen ausgebildet, stehen aber nicht im Mittelpunkt des Handelns.
Da einige Menschen sich von Natur aus nicht zu dieser Lebensweise eignen, weil sie laut Aristoteles insbesondere nicht in vollendeter Form über die Vernunft verfügen und dieses auch als einzige Tugend überhaupt nicht angebildet werden kann, gibt es eine zweite Lebensweise. Der bios praktikos, das praktische Leben, beschränkt sich auf den vollkommenen Gebrauch der Vernunft in Bezug auf kontingente Tatsachen, d. h. auf den Gebrauch von Klugheit und Kunstfertigkeit in Verbindung mit den ethischen Tugenden.

## Tugenden
Die Tugenden sind seelische Güter. Aristoteles teilt diese entsprechend der Seele in dianoetische Tugenden, welche aus Belehrung entstehen, und ethische Tugenden, die sich aus der Gewohnheit ergeben. In Analogie zum Beherrschen eines Musikinstruments erwirbt man die Tugenden, indem man sie ausübt.

### Einteilung der Seele

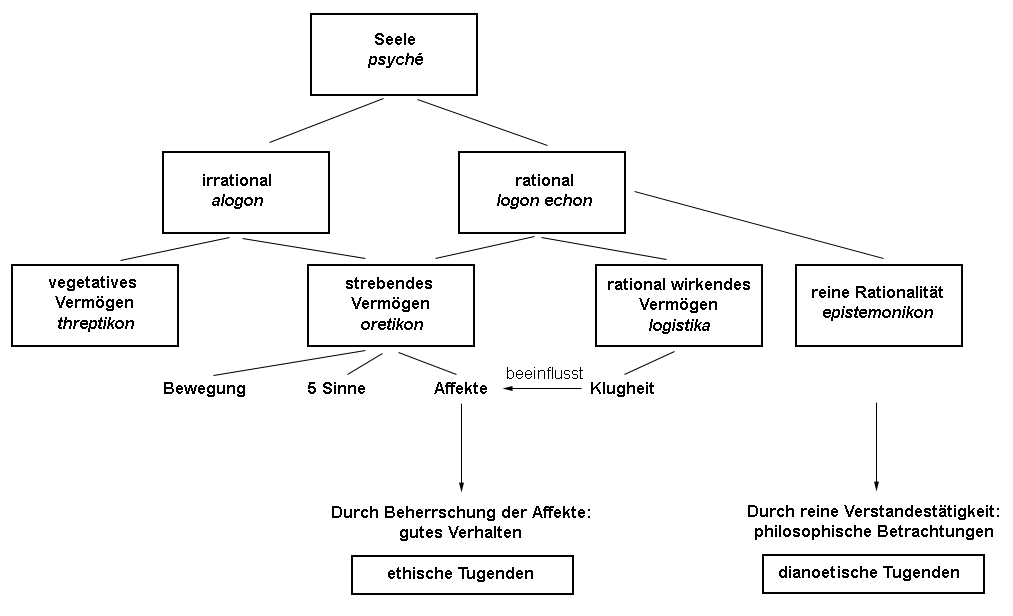
Schaubild der Seele nach Aristoteles

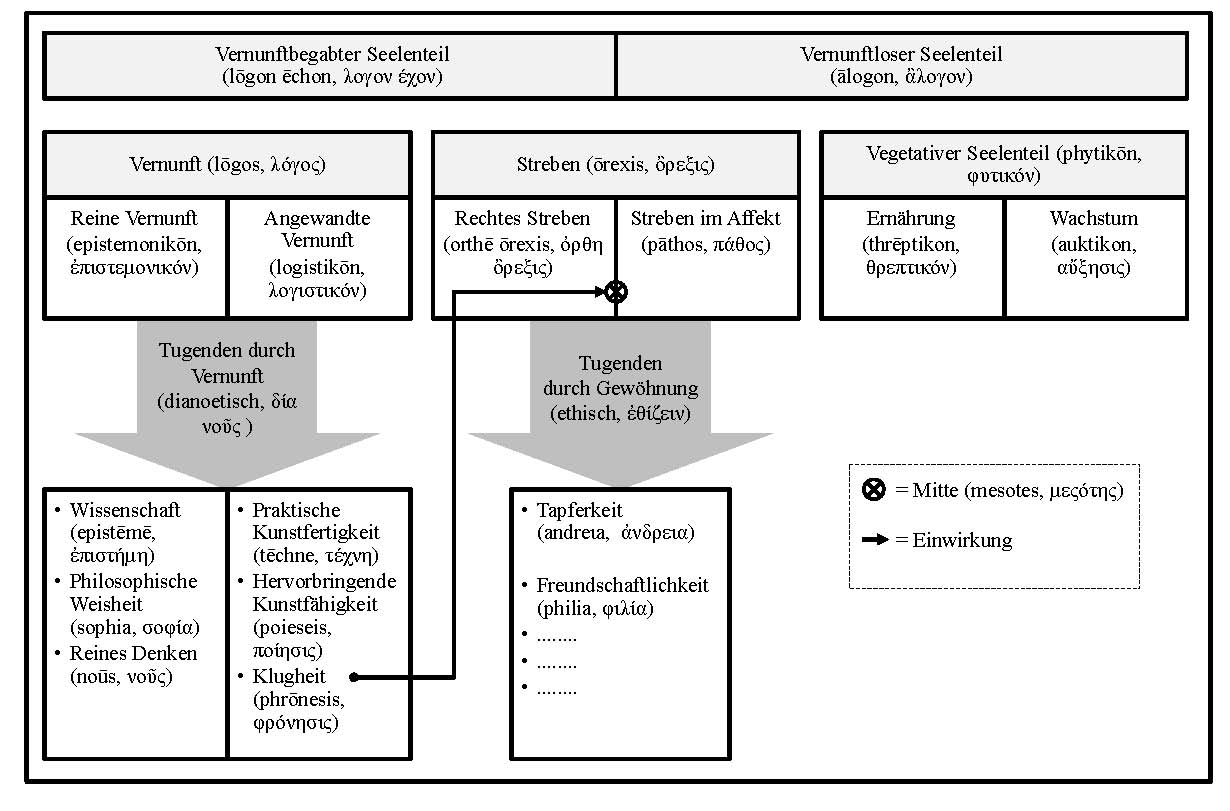
Schaubild: Seelenlehre des Aristoteles (Nikomachische Ethik)

Aristoteles unterteilt die Seele in einen spezifisch menschlichen, vernunftbegabten Teil (λόγον ἔχον) und einen vernunftlosen Teil (ἂλογον). Der vernunftlose Seelenteil (ἄλογον) besteht aus einem vegetativen Teil, der sich aus Wachstum (αὔξησις) und Ernährung (θρεπτικόν) zusammensetzt, aber auch das Strebevermögen der Seele beherbergt (ὂρεξις). Bis hierher ist der Mensch mit den Pflanzen bzw. Tieren auf einer Stufe, es sind nur Herzschlag und Stoffwechsel sowie Wachstum und Fortpflanzung sichergestellt. Der Mensch ist jedoch auch ein vernunft- und sprachbegabtes Wesen (ζῷον λόγον ἔχον), sein Strebevermögen (ὂρεξις) ist mit dem vernünftigen Teil der Seele verbunden. Deswegen kann er die Gemütsbewegungen wie Furcht, Zorn, Mitleid und andere zwar nicht in ihrem Aufkommen kontrollieren, wohl aber in der weiteren „Verarbeitung“.
Der vernunftbegabte Teil hat ebenso wie der vernunftlose Anteil am Strebevermögen und ist „Ort“ der menschlichen Vernunft (λόγος). Diese besteht aus zwei Teilen: Der sich selbst genügenden Vernunft (ἐπιστημονικόν) und der angewandten Vernunft, also Überlegung (λογιστικόν) und Beratung (βουλευτικόν). In der selbstgenügsamen Vernunft (ἐπιστημονικόν) geht es um Wissenschaft (ἐπιστήμη), philosophische Weisheit (σοφία) und das reine Denken, das – losgelöst von allem – völlige geistige Selbstreferentialität bedeutet (νοῦς). Sie bezieht sich auf die unveränderlich seienden Dinge, auf die Mathematik, den Kosmos und die Metaphysik.
In der angewandten Vernunft geht es um praktische Kunstfertigkeit (τέχνη), herstellende Kunstfertigkeit (ποίησις) und Klugheit (φρόνησις). Sie bezieht sich auf das praktische Leben. Die Klugheit (φρόνησις) spielt eine große Rolle, denn sie wirkt sich wieder auf das Strebevermögen aus. Während alle bisherigen Tugenden dianoetisch waren, sich also direkt aus der Vernunft ergeben haben, entstehen im Zusammenspiel von Klugheit (φρόνησις) und Strebevermögen (ὂρεξις) die ethischen Tugenden, die durch Entschluss (προαίρεσις) und Gewöhnung (ἐθίζειν) zur Haltung (ἕξις) werden können. Die Klugheit (φρόνησις) bringt die affektiven Extreme, die im Strebevermögen (ὂρεξις) aufkommen, in eine tugendhafte Mitte (μεσότης). So bewirkt sie beispielsweise, dass der Mensch weder zu feige noch zu tollkühn in seiner Haltung ist, weder zu gefallsüchtig noch zu streitsüchtig. Tugendhaft sein bedeutet bei Aristoteles nicht, frei von Affekten zu sein, sondern seine eigenen Affekte zu beherrschen.

### Ethische Tugenden
Die ethischen Tugenden beziehen sich auf die Leidenschaften und die Handlungen, die aus diesen Leidenschaften hervorgehen. Sie bestehen in der Zähmung und Steuerung des irrationalen, triebhaften Teils der Seele. Dabei postuliert Aristoteles eine Ethik des Maßhaltens. Bei den ethischen Tugenden gilt es, die richtige Mitte (mesotes) zwischen Übermaß und Mangel zu treffen. Am besten lässt sich dies am Beispiel der Tapferkeit verdeutlichen. Die Tapferkeit bewegt sich zwischen den Extremen der Feigheit und der Tollkühnheit – weder die Feigheit ist wünschenswert, noch eine übersteigerte, vernunftlose Tapferkeit, die Aristoteles als Tollkühnheit bezeichnet. Der Tapfere hält hingegen das richtige Maß. Ähnlich verhält es sich für andere ethische Tugenden wie Großgesinntheit, Besonnenheit, richtige Ernährungsweise usw.
Um die Mitte (mesotes) zu verstehen und nachzuvollziehen, sollte man das irrationale und triebhafte Treiben der menschlichen Seele erlebt haben. So erhalte man ein Verständnis für die mesotes und könne verstehen, dass die Maßlosigkeit des Treibens zu nichts führt. Die Besonnenheit wird sich einstellen, wenn man verstanden hat, dass ein maßloses Treiben sowie ein vollkommener Rückzug des „Ich“ zu nichts führt, und erkennt, dass nur die Mitte zwischen beiden Extremen (mesotes) als richtiges Maß zählt.
Die ethischen Tugenden werden von den Menschen bewertet. Sie sind daher sittlich werthaftig. Von Wert kann aber nur etwas sein, das keine spontane Bewegung ist, sondern ein Dauerzustand. Aufgrund dessen definiert Aristoteles die ethische Tugend zu einer festen Grundhaltung (hexis) (siehe auch Habitus).

### Dianoetische Tugenden
Die dianoetischen Tugenden lassen sich gemäß Aristoteles in zwei Teile gliedern: Diejenigen Tugenden, die sich auf kontingente Tatsachen beziehen, und diejenigen, die sich auf notwendige Tatsachen beziehen. Erstere sind die Kunstfertigkeit (techne), also ein spezifisches Herstellungswissen (z. B. die Fertigkeit des Tischlerns) und die weit wichtigere Klugheit (phronesis), die sämtliche ethischen Tugenden steuert und die richtige Anwendung dieser erkennen lässt.
Auf notwendige Tatsachen beziehen sich die Wissenschaft (episteme), welche die Fähigkeit des richtigen Schließens bedeutet, die Vernunft (Nous) und die Weisheit (sophia). Die Vernunft ist eine Art „intuitiver Verstand“ bzw. ein Wissen von den „obersten Sätzen“ (1141a15 ff.), aus denen die Wissenschaft dann Schlüsse ziehen kann. Weil die Vernunft als einzige Tugend überhaupt nicht erworben werden kann, sondern jedem in unterschiedlich ausgeprägter Weise gegeben ist, bleibt ihre Ausübung den zufällig Begünstigten vorbehalten. Auch die Wissenschaft ist auf eine hervorragend ausgeprägte Vernunft angewiesen und die Weisheit ist das Vorhandensein von Vernunft und Wissenschaft. Daher kann das Leben in der reinen Schau der Wahrheit (theoria), der bios theoretikos, nicht von jedem erreicht werden (siehe Abschnitt zur theoretischen und praktischen Lebensweise).

### Lust und Schmerz
Die ethischen Tugenden stehen in engem Zusammenhang mit Lust und Schmerz. Die Hinwendung der Menschen zum Schlechten erklärt Aristoteles damit, dass die Menschen die Lust suchen und den Schmerz fürchten. Diese natürliche Verhaltensweise gilt es, durch Erziehung zum Guten zu beeinflussen und zu steuern. Aus diesem Grund rechtfertigt er auch Züchtigungen: „Sie sind eine Art Heilung, und die Heilungen werden naturgemäß durch das Entgegengesetzte vollzogen.“
Doch auch die Ausübung der Tugend ist mit dem Angenehmen und der Lust verbunden. Aristoteles differenziert aufgrund seiner Theorie der Seele zwischen körperlichen und geistigen Lüsten. Die körperlichen Lüste weisen auf Grundbedürfnisse des Menschen hin, sollten jedoch nicht, wie von den Hedonisten praktiziert, über das in diesem Rahmen sinnvolle Maß bedient werden. Geistige Lüste lassen sich mit Tugenden verbinden, wie etwa die Lust der intellektuellen Betätigung im Sinne der Wissenschaft oder ganz allgemein die Lust, Gutes zu tun. In diesem Sinne wird also ein tugendhafter Mensch ein lustvolles Leben führen.

## Gerechtigkeit
Das V. Buch wird in traditionellen Einteilungen als Erörterung des Begriffs der Gerechtigkeit angesehen. Dieser Teilabschnitt ist allerdings "in keinem guten Zustandt", weil sowohl die Überlieferung des Textes problematisch ist, als auch seine Verortung innerhalb des Systems der Ethik. Der zweite Punkt kann darauf zurückgeführt werden, dass Aristoteles als erstes oder wenigstens als einer der ersten versucht hat, eine Systematik der Gerechtigkeit anzufertigen und nicht auf eine schon bestehende Einteilung zurückgreifen konnte.
Er versteht auch die Gerechtigkeit als Tugend und sucht hier erneut nach einer Mitte. Hinzu kommt die Beschreibung als "Charakterdisposition" und bezieht sie damit ein in die Notwendigkeit, das ganze Leben darauf auszurichten und dafür zu sorgen, dass der jeweils Handelnde auf Grund seiner grundsätzlichen Gestimmtheit das gerechte in einer Situation tut. Das hat zur Folge, dass auch die Gerechtigkeit kein abstrakter Begriff oder eine Idee des Guten ist, sondern Ergebnis von Erziehung, Tadel und Lob.

## Staatsformenlehre
In der Nikomachischen Ethik entwickelt Aristoteles auch eine Rangordnung ihm bekannter Staatsformen ihrer Tugendhaftigkeit nach. Für die beste Staatsform hält Aristoteles die Monarchie, die er mit der fürsorglichen Obhut des Vaters über seine Söhne vergleicht. Es folgt die Aristokratie als Herrschaft der Tugendhaftesten und Tüchtigsten, die ihre Entsprechung in der – Aristoteles zufolge auf natürlichem Vorzug beruhenden – Herrschaft des Mannes über die Frau finde. Schließlich lobt Aristoteles eine auf Zensus beruhende Verfassung, die er Timokratie nennt, und vergleicht sie mit der Freundschaft zwischen älterem und jüngerem Bruder.
Den drei tugendhaften Staatsformen steht in Aristoteles’ Systematik jeweils eine „Entartung“ gegenüber. Die Monarchie verkomme zur Tyrannis, wenn der Alleinherrscher um seines eigenen Vorteils willen eine Gewaltherrschaft errichte – gleich einem Vater, der seine Söhne wie Sklaven behandelt. Die Aristokratie verwandele sich in eine Oligarchie, wenn eine geringe Zahl nicht tugendhafter, sondern habgieriger Machthaber die Herrschaft monopolisiere und die Staatsgüter unter sich aufteile. Aristoteles bemüht als Analogie hier das Bild der reichen Erbtochter, die trotz vermeintlichen Mangels des natürlichen Vorzugs der Männlichkeit Gewalt ausübe aufgrund von Reichtum und Macht.
Die Demokratie hält Aristoteles schließlich für die „am wenigsten schlechte“ ausgeartete Staatsform, da sie sich nur graduell (durch niedrigere Zulassungsbeschränkungen zur Bürgerschaft) von der Timokratie unterscheide. In Aristoteles’ Parallelisierung von Staatsformen und Familienbeziehungen erscheint die Demokratie als ein Haus, „wo der Herr fehlt“, alle folglich gleichberechtigt sind „und jeder tut, was ihm gefällt.“

## Textausgaben
- Aristotelis Ethica Nicomachea. Hrsg. von Immanuel Bekker, 3. Auflage, Georg Reimer, Berlin 1861.
- Aristotelis Ethica Nicomachea. Hrsg. und kommentiert von Gottfried Ramsauer, Teubner, Leipzig 1878.
- Aristotelis Ethica Nicomachea. Hrsg. von Ingram Bywater, Oxford Classical Texts, Oxford 1894. (mehrfach nachgedruckt)
- Aristotelis Ethica Nicomachea. Hrsg. von Franz Susemihl und Otto Apelt, 3. Auflage, Bibliotheca Teubneriana, Leipzig 1912.
- Aristotle: The Nicomachean Ethics. Griechisch–Englisch, übersetzt von Harris Rackham, Loeb Classical Library, New York und London 1934. (mehrfach nachgedruckt)
- Aristoteles: Nikomachische Ethik. Griechisch–Deutsch, übersetzt von Olof Gigon, neu hrsg. von Rainer Nickel, Artemis & Winkler, Düsseldorf 2001, ISBN 3-7608-1725-4.
- Aristoteles: Nikomachische Ethik. Griechisch–Deutsch, übersetzt und hrsg. von Gernot Krapinger, Reclam, Stuttgart 2020, ISBN 978-3-15-019670-0.

## Übersetzungen
- Die Ethik des Aristoteles. 2 Bände, übersetzt und erläutert von Christian Garve:
  - Band 1: Die zwey ersten Bücher der Ethik nebst einer zur Einleitung dienenden Abhandlung über die verschiednen Principe der Sittenlehre, von Aristoteles an bis auf unsre Zeiten. Korn, Breslau 1798.
  - Band 2: Die acht übrigen Bücher der Ethik. Hrsg. von Johann Kaspar Friedrich Manso, Korn, Breslau 1801.
- Des Aristoteles Nikomachische Ethik. Übersetzt und erläutert von Julius Hermann von Kirchmann, Koschny, Leipzig 1876.
- Aristoteles: Nikomachische Ethik. Übersetzt von Adolf Lasson, Diederichs, Jena 1909.
- Aristoteles: Die Nikomachische Ethik. Übersetzt und mit einer Einleitung und erklärenden Anmerkungen versehen von Olof Gigon, 2., überarbeitete Auflage, Artemis, Zürich 1967. (mehrfach nachgedruckt)
- Aristoteles: Nikomachische Ethik. Übersetzt und kommentiert von Franz Dirlmeier, 6., durchgesehene Auflage, Akademie-Verlag, Berlin 1974.
- Aristoteles: Nikomachische Ethik. Übersetzt von Eugen Rolfes, hrsg. von Günther Bien, 4., durchgesehene Auflage, Meiner, Hamburg 1985, ISBN 978-3-7873-0655-8.
- Aristoteles: Nikomachische Ethik. Übersetzt von Franz Dirlmeier, Anmerkungen von Ernst A. Schmidt, bibliographisch ergänzte Auflage, Reclam, Stuttgart 2003, ISBN 3-15-008586-1.
- Aristoteles: Nikomachische Ethik. Übersetzt und hrsg. von Ursula Wolf, Rowohlt, Reinbek bei Hamburg 2006, ISBN 3-499-55651-0.
- Aristoteles: Nikomachische Ethik. Übersetzt von Gernot Krapinger, Reclam, Stuttgart 2017, ISBN 978-3-15-019448-5.
- Aristoteles: Nikomachische Ethik. In: Werke in deutscher Übersetzung. Band 6 (in zwei Halbbänden), übersetzt, eingeleitet und kommentiert von Dorothea Frede, De Gruyter, Berlin 2020, ISBN 978-3-534-27209-9.

## Einzelbelege
1. ↑  Otfried Höffe (Hrsg.): Aristoteles. Die Nikomachische Ethik. Berlin 2010, S. 6.
2. ↑  Aristoteles: Nikomachische Ethik. 1094a1 (übersetzt von Franz Dirlmeier)
3. 1 2  WOLF, Ursula und ARISTOTELES, 2013. Aristoteles „Nikomachische Ethik“. 3. Auflage = 3., bibliografisch erweiterte Ausgabe. Darmstadt: WBG (Wissenschaftliche Buchgesellschaft). ISBN 9783534262397, S. 93.
4. ↑  WOLF, Ursula und ARISTOTELES, 2013. Aristoteles „Nikomachische Ethik“. 3. Auflage = 3., bibliografisch erweiterte Ausgabe. Darmstadt: WBG (Wissenschaftliche Buchgesellschaft). ISBN 9783534262397, S. 95.
5. ↑  WOLF, Ursula und ARISTOTELES, 2013. Aristoteles „Nikomachische Ethik“. 3. Auflage = 3., bibliografisch erweiterte Ausgabe. Darmstadt: WBG (Wissenschaftliche Buchgesellschaft). ISBN 9783534262397, S. 115.
6. ↑  Aristoteles: Nikomachische Ethik, Buch VIII, Kapitel 12 (1160a–1161a)

Logik (Organon)

Kategorien (Cat.) |
Lehre vom Satz (De interpr.) |
Erste Analytik (An. pr.) |
Zweite Analytik (An. post.) |
Topik (Top.) |
Sophistische Widerlegungen (Soph. el.)
Naturphilosophie (Physik)

Physik (Phys.) |
Über den Himmel (De cael.) |
Über Entstehen und Vergehen (De gen. et corr.) |
Meteorologie (Meteor.) |
Über die Welt* (De mundo) |
Über die Seele (De an.) |
Über Wahrnehmung und Wahrnehmbares (De sens.) |
Über Gedächtnis und Erinnerung (De mem. et rem.) |
Über Schlafen und Wachen (De somn.) |
Über Träume (De insomn.) |
Über Weissagung imTraum (De divinat.) |
Über Lang- und Kurzlebigkeit (De long. vit.) |
Über die Jugend, Über Leben und Tod, Über die Atmung (De iuv., De vit. et mort., De resp.) |
Über die Seele* (De spir.) |
Tiergeschichte (Hist. an.) |
Über die Teile der Lebewesen (De part. an.) |
Über die Bewegung der Lebewesen (De mot. an.) |
Über die Fortbewegung der Lebewesen (De inc. an.) |
Über die Entstehung der Lebewesen (De gen. an.) |
Über die Farben* (De col.) |
Von hörbaren Dingen* (De aud.) |
Physiognomik* (Physiogn.) |
Über die Pflanzen* (De plant.) |
Über wundersame Gerüchte* (De mir.) |
Mechanik† (Mech.) |
Probleme† (Probl.) |
Über unteilbare Linien* (De lin. insec.) |
Lage der Winde* (Vent. sit.) |
Über Melissos, Xenophanes und Gorgias* (De Mel. Xenoph. Gorg.)
Metaphysik 

Metaphysik (Met.)
Ethik · Politik 

Nikomachische Ethik (Eth. Nic.) |
Große Ethik† (M. Mor.) |
Eudemische Ethik (Eth. Eud.) |
Über Tugenden und Laster* (De virt. et vit.) |
Politik (Pol.) |
Über Haushaltung in Familie und Staat† (Oec.) |
Der Staat der Athenener† (Ath. pol.)
Rhetorik · Poetik 

Rhetorik (Rhet.) |
Rhetorik an Alexander* (Rhet. ad Alex.) |
Poetik (Poet.)
Fragmente 

Fragmente† (Fr.)
Siehe auch

Aristotelismus · Bekker-Zählung · Corpus Aristotelicum · Parva naturalia · Pseudo-Aristoteles

[*]: allgemein als unecht anerkannt
[†]: Authentizität umstritten